# 眞砂佳奈子
眞砂 佳奈子（まさご かなこ、3月23日 - ）は、日本の舞台女優、振付師。大阪府出身。血液型はB型。

## 略歴
大阪府出身、鹿児島県育ち。
10歳から4年間、地元のミュージカル教室に通っていた。
2017年から2021年5月末までJ-ROCKに所属していた。現在はフリー。

## 人物
- 趣味はダンス、アニメを観ること、舞台観劇
- 得意なスポーツはソフトテニス、バレーボール
- ファンや共演者からは「まさごん」と呼ばれることが多い。
- 好きな食べ物は数の子。
- 舞台で共演した浜浦彩乃とも仲が良く、ラーメンの写真の撮り方を教えてくれた先生と呼んでいる[2]。
- 車の免許は合宿で取得した。
- 憧れの女優は蒼井優。

## 出演

### 舞台
2016年
- 「放課後!ガールズパーティー大泉八犬伝」（7月16日 - 18日、BIG TREE THEATER - シアターグリーン） - 島田紗枝 役

2018年
- ヒロセプロジェクト「優しい魔法のとなえ方 2018」（11月29日 - 12月2日、ラゾーナ川崎プラザソル） - 関さおり 役

2019年
- LIVEDOG GIRLS公演「クレイジーメルヘン」（6月22日 - 30日、新宿村LIVE）- 綺羅梨 役
- LIVEDOG GIRLS公演「レディ・ア・ゴーゴー‼︎ 2019」（12月7日 - 15日、新宿村LIVE) - TeamWaffle 松原佳子 役

2021年
- LIVEDOGプロデュース公演「DOG'S」（2月19日 - 28日、中目黒キンケロ・シアター） - TeamJERKY（柴犬）モモコ 役
- ガールズ演劇ユニット【メイホリック】メイホリックシアター03 朗読劇「箱庭同窓会」（3月25日 - 28日、新宿シアター・ミラクル） - 川口菫 役
- ガールズ演劇ユニット【メイホリック】メイホリックシアター04 舞台「愛を探す怪物」（7月21日 - 25日、中目黒キンケロ・シアター） - ソフィ 役
- ［Soft Boiled Theater-3］クリエイティブユニット【ソフトボイルド】Theater-3「ゴールデン街の片隅で」（8月18日 - 22日、シアターサンモール） - ヨネ 役
- ガールズ演劇ユニット【メイホリック】メイホリックシアター05 舞台「嘘つきの世界」（9月23日 - 26日、CBGKシブゲキ‼︎) - ニュースキャスター 役
- Alexandrite Stage Produce「Three Kingdoms〜最終章〜」激震・再生編（10月30日 - 11月3日、有楽町オルタナティブシアター） - 諸葛氏 役[3]
- LIVEDOG Produce「Kiss Me You がんばったシンプー達へ」（11月17日 - 21日、シアターサンモール） -（鹿児島弁方言指導）今日子 役

2022年
- ガールズ演劇ユニット【メイホリック】メイホリックシアター07 舞台「マジでトキメけ☆少女たち‼︎〜全国高校生エネルギッシュ選手権大会〜」（2月16日 - 20日、CBGKシブゲキ!!） - 出雲便利 役
- M's project「失踪ノート」（5月18日 - 22日、アトリエファンファーレ高円寺）- 森崎茜 役
- SUPER NOVA stage001「雨降る正午、風吹けば」（東京公演：7月13日 - 24日、王子小劇場） - 山本幸恵 役

2023年
- 二人芝居「ふたりよがり」（5月3日 - 7日、池袋西口GEKIBA） - 客 役
- ガールズ演劇ユニット【メイホリック】メイホリックシアター14 舞台「マジでトキメけ☆少女たち‼︎再演‼︎〜全国高校生エネルギッシュ選手権大会〜」（8月31日,9月2日、シアターサンモール） - 海腹海 役
- LIVEDOG GIRLS公演「TOARU」（10月6日 - 15日、中目黒キンケロ・シアター) - TeamRound 花川紅 役

2024年
- 32×812「BAUMバウム」（1月24日 - 28日、SAiSTUDIOコモネA）- 寺下 役[4]
- 劇団ナイスコンプレックス N36 市街発イマーシブ演劇「どつぼ」（4月26日 - 5月6日、阿佐ヶ谷アルシェ） - 真砂佳奈 役
- LIVEDOG GIRLS公演「TOARU2024」（8月23日 - 9月1日、中目黒キンケロ・シアター) - TeamRound 花川紅 役

2025年
- 劇団ナイスコンプレックスN37「劇団」（4月9日 - 13日、調布市せんがわ劇場）[5]
- LIVEDOG GIRLS公演「言葉桜」（5月23日 - 6月1日、中目黒キンケロ・シアター) - Team言葉 冬野冥子 役
- 「アンネの逆襲」（6月23日 - 29日、ウッディシアター中目黒) - 主演　アンネ 役
- 皇帝ロックホッパー 4th stage performance「義民2025」（7月23日 - 27日、新宿村LIVE) - はな 役

### テレビ
- 教えてもらう前と後(2018年5月、TBS)

### 映画
- L♡DK(2014年4月12日、東映) - 観客
- 神と恩送り、(2024年公開予定) - 中村佳奈子 役[6]

### 吹き替え
- カリーナの林檎(2011年11月19日) - ナスチャ 役

### WEBドラマ
- センチュリー21 「はじめての独り暮らし篇」

### ラジオ
- 楽天CrimsonFM「楽天クラブ」(2016年8月-10月)

## その他
- 即興コントステージ（2021年7月11日、2022年11月20日、2023年3月12日）
- 温泉ドラゴン第16回公演「続・五稜郭残党伝〜北辰群盗録」（2021年12月17日 - 27日、すみだパークシアター倉） - 鹿児島弁方言指導
- 舞台「炎炎ノ消防隊 -破壊ノ華、創造ノ音-」（神奈川公演：2022年1月18日 - 23日、KT Zepp Yokohama、大阪公演：2022年1月27日 - 30日、サンケイホールブリーゼ） - アンダースタディ[7]
- ガールズ演劇ユニット【メイホリック】メイホリックシアター07 舞台「マジでトキメけ☆少女たち‼〜全国高校生エネルギッシュ選手権大会〜」（2022年2月6日 - 20日、CBGKシブゲキ‼） - 「SPARK JOY!!!!!」ダンス振付
- ガールズ演劇ユニット【メイホリック】メイホリックシアター11 舞台「メイドランカー!詰り蹴落とし跪け乙女」（2022年11月23日 - 27日、CBGKシブゲキ!!） - 「Tricky Girl!」ダンス振付
- 林家畳公演 舞台「歯軋り」(2022年12月14日-12月18日、高島平バルスタジオ、林明寛演出) - 演出助手
- 「異世界転生したら大恐竜時代でオワタ。ジュラ紀で絶望編」（2023年3月3日 - 5日、参宮橋トランスミッション） -  「人生オワタ。」ダンス振付
- 安達健太郎と役者が漫才とトークするLIVE（2023年4月22日 - 23日、池袋西口GEKIBA）
- 「異世界転生したら大恐竜時代でオワタ。氷河期で奮闘編」（2023年6月29日 - 7月2日、コフレリオ新宿シアター） -  「○○ is じんせい」ダンス振付
- ガールズ演劇ユニット【メイホリック】メイホリックシアター14 舞台「マジでトキメけ☆少女たち‼︎再演‼︎〜全国高校生エネルギッシュ選手権大会〜」（8月31日,9月2日、シアターサンモール） - 「SPARK JOY!!!!!」ダンス振付
- ガールズ演劇ユニット【メイホリック】メイホリックシアター15 舞台「マジでトキメけ☆少女たち‼︎〜ホシノミライ〜」（11月8日,12日、CBGKシブゲキ!!） - 「SPARK GLITTER!!!!!!」ダンス振付
- 舞台「青空メロディーズ〜2nd melody〜」（2024年7月24日 - 28日、新宿村LIVE） - 「サヨナラメロディー」ダンス振付
- 松本稽古企画公演 ココロ踊ル supported by ENG vol.2「まうしずむ」（2024年11月13日 - 17日、六行会ホール） - アンダースタディ